# Glan (Sarangani)
Glan is een gemeente in de Filipijnse provincie Sarangani op het eiland Mindanao. Bij de laatste census in 2007 had de gemeente bijna 103 duizend inwoners.

## Geografie

### Bestuurlijke indeling
Glan is onderverdeeld in de volgende 31 barangays:
| - Baliton - Batotuling - Batulaki - Big Margus - Burias - Cablalan - Calabanit - Calpidong - Congan - Cross - Datalbukay | - E. Alegado - Glan Padidu - Gumasa - Ilaya - Kaltuad - Kapatan - Lago - Laguimit - Mudan - New Aklan | - Pangyan - Poblacion - Rio Del Pilar - San Jose - San Vicente - Small Margus - Sufatubo - Taluya - Tango - Tapon |

## Demografie
Glan had bij de census van 2007 een inwoneraantal van 102.676 mensen. Dit zijn 19.625 mensen (23,6%) meer dan bij de vorige census van 2000. De gemiddelde jaarlijkse groei komt daarmee uit op 2,97%, hetgeen hoger is dan het landelijk jaarlijks gemiddelde over deze periode (2,04%). Vergeleken met de census van 1995 is het aantal mensen met 28.908 (39,2%) toegenomen.

De bevolkingsdichtheid van Glan was ten tijde van de laatste census, met 102.676 inwoners op 610,3 km², 120,9 mensen per km².